# Hellesøyna
Hellesøyna (även kallad Hellesøyni och Hellesøy) är en ö vid Hjeltefjorden i den norra delen av Øygardens kommun i Vestland fylke i västra Norge. Hellesøyna är förbundet med resten av Øygardens kommun via en bro, på vilken fylkesväg 5278 går. Från Hellesøyna går det även en lokal färja till öarna  Lyngøyna, Hernar, Sanden, Solu och Nordøyna. Högsta punkten på Hellesøyna är Ørneberget, 35 meter över havet.
Hellesøyna har utvecklat sig från att vara en ö, vars näringsliv varit fokuserat på fiske till att idag mer satsa på turism. Bland annat arrangeras det varje på en havfisksfestival. Det finnes ett vandrarhem och ett antal stugor och lägenheter till uthyrning på ön. Det finnes även en butik på ön, och restaurangen Hellesøy Pub og Restaurant finnes här likaså. Det rika fågellivet har även gjort att ön är en intressant plats för ornitologisktintresserade personer som kommer till ön för att fotografera fåglar.  